# Návojná
Návojná är en ort i Tjeckien.   Den ligger i regionen Zlín, i den östra delen av landet, 290 km öster om huvudstaden Prag. Návojná ligger 372 meter över havet och antalet invånare är 727.
Terrängen runt Návojná är huvudsakligen kuperad, men åt nordväst är den platt. Návojná ligger nere i en dal. Runt Návojná är det ganska glesbefolkat, med 23 invånare per kvadratkilometer. Närmaste större samhälle är Valašské Klobouky, 4,9 km nordväst om Návojná. I omgivningarna runt Návojná växer i huvudsak blandskog.